# Bulbophyllum makoyanum
Bulbophyllum makoyanum là một loài phong lan thuộc chi Bulbophyllum.

## Hình ảnh

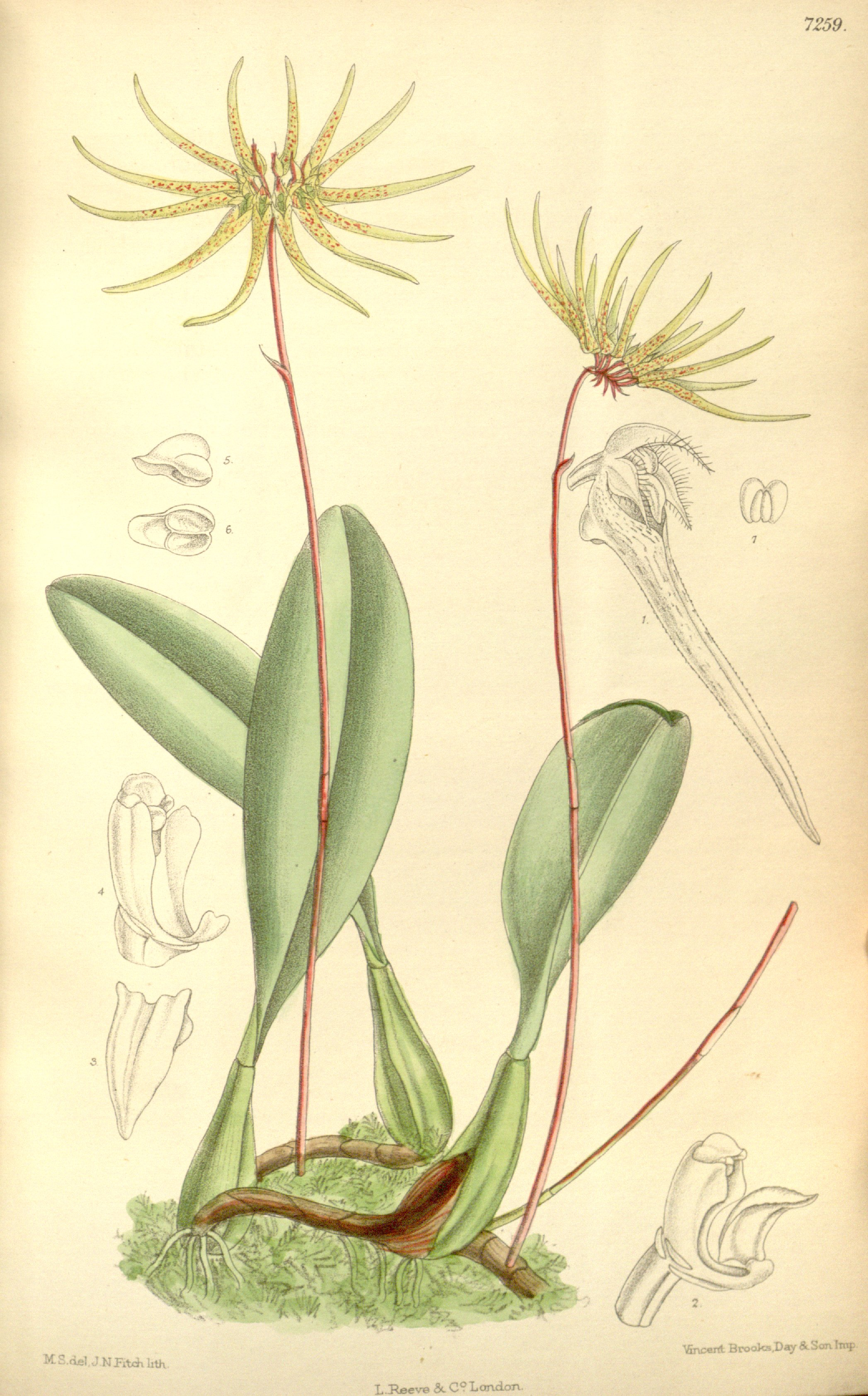